# Свети Георги (гръцка църква в София)
Вижте пояснителната страница за други значения на Свети Георги.
„Свети Георги“, известна като Гръцката църква (на гръцки: Αγίου Γεωργίου), е гръцка посолска църква в българската столица София.

## Местоположение
Храмът е разположен на булевард „Македония“ № 11. На юг граничи с Дебърската градина.

## История
Църквата е построена в началото на XX век в парцел, закупен в 1890 година от гръцкото дипломатическо представителство. Парите за строежа са дарени от Йоанис Космоглу, починал в 1920 година и погребан в двора на храма.
По време на ангигръцките вълнения в България през 1914 година, причинени от действията на гръцките власти в новозавладяната Егейска Македония, гръцката църква в София е насилствено завзета от българи, което предизвиква дипломатически скандал между България и Гърция.
Гръцката църква в София е основно предназначена за духовния живот на гръцката общност и поради тази причина богослужението в него не е редовно и няма назначен ефимерий, а свещенослужителите и певците пътуват от близките до България райони. Прието е храмът да е отворен за великопостната и пасхална седмица, но към края на второто десетилетие на ХХI век се договаря организирането на отслужването на литургии на големите църковни празници.

## Описание
Храмът представлява трикорабна базилика с прости архитектурни елементи. Размерите му са 10,80 m на 20,90 m.
Иконите в храма са подписани от видния художник Христодулос Матеу, изработени на Света гора. На практика обаче те са дело на ученика му Гаврил Атанасов, който се подписва между орнаментите на пояса на Свети цар Константин – „Г. А. З“, тоест Гаврил Атанасов Зограф. В 1904 година, докато пребивава в София, Гаврил Атанасов изписва и малките апостолски икони за храма.
Стенописите на църквата са изрисувани през 1978-1981 година от иконописеца богослов Ангел Радушев.
Към второто десетилетие на XXI век църквата се нуждае от ремонт, а прицърковната сграда се руши.